# Sheana
Sheana est un personnage du cycle de fiction de Dune, de Frank Herbert.
Sheana Brugh est une sœur Bene Gesserit descendante de la Maison Atréides. Elle est présente dans les deux derniers romans du cycle d'origine Les Hérétiques de Dune et La Maison des mères, ainsi que dans les compléments Les Chasseurs de Dune et Le Triomphe de Dune de Kevin J. Anderson et Brian Herbert.

## Résumé
Sheana Brugh est une jeune fille native de la planète Rakis qui après la destruction de son village par un Ver des Sables découvre son habileté à contrôler ces derniers. (Les Hérétiques de Dune, 1985) Le Ver s'arrête devant elle et la conduit jusqu'à la ville de Keen, capitale et centre de la prêtrise sur Rakis. Sheana est vite reconnue comme le « coursier du désert » annoncé par l'Empereur-Dieu Leto II et est vite vénérée par la prêtrise de Rakis. En vieillissant, elle prend contrôle de la prêtrise. Sa popularité grandit partout sur la planète et les prêtres la vénèrent comme un prophète, ils obéissent à tous ses caprices. Bientôt le Bene Gesserit prend en main l'éducation de Sheana, il désamorce un attentat contre elle et prend le contrôle de la prêtrise et de Rakis. C'est la Révérende Mère Darwi Odrade qui prend Sheana sous son aile et bientôt la Mère Supérieur Taraza remarque les progrès prodigieux de Sheana. Taraza élabore alors un second plan qui amène, avec l'aide de Sheana, à la capture d'un Ver Géant qui éventuellement sert à ensemencer d'autres planètes (dont la planète du Chapitre) de ces derniers. Rakis est détruite par les Honorées Matriarches
à la fin du livre Les Hérétiques de Dune.
Dans le Roman La maison des Mères (1986) Sheana est maintenant responsable du projet visant à reproduire les Vers sur la planète du Chapitre. Elle devient par la suite une Révérende Mère, mais demeure très indépendante. Étant en désaccord avec la nouvelle Mère Supérieure Murbella, à la fin du roman La maison des Mères, Sheana choisit de s'enfuir de la planète du Chapitre sur un Non-Vaisseau en compagnie de Duncan Idaho et autres acolytes.
Dans le roman, Les Chasseurs de Dune (2007), Sheana et Duncan fuient un ennemi inconnu qui les poursuit. Sheana décide qu'il leur faut créer de nouveaux gholas en utilisant le matériel génétique dissimulé par le Maitre Tleilaxu Scytale. L'histoire trouve sa conclusion dans le livre Le triomphe de Dune (2008).